# Karl Döhler
Karl Döhler (* 4. April 1956 in Hof) ist ein deutscher Politiker (CSU). Er war von 2003 bis 2008 Abgeordneter des Bayerischen Landtags und von 2008 bis 2020 Landrat des Landkreises Wunsiedel im Fichtelgebirge.

## Ausbildung und Beruf
Karl Döhler leistete nach dem Abitur, das er 1975 in Wunsiedel ablegte, Wehrdienst in Regensburg und studierte danach Biologie in Erlangen. Nach Stationen als wissenschaftlicher Mitarbeiter an den Universitäten Karlsruhe und Bayreuth in den Jahren 1982 bis 1988 und der Promotion war er 1989 bis 1991 Leiter des Referats Sicherheit und Umweltschutz der GBFmbH in Braunschweig. 1991 bis 1995 arbeitete er im damaligen Ministerium für Umwelt des Landes Baden-Württemberg, 2001/2003 in den bayerischen Staatsministerien für Umwelt und Landesentwicklung sowie für Gesundheit, Ernährung und Verbraucherschutz.

## Politik
Karl Döhler ist Mitglied der CSU. Seit 2002 war er Kreisrat und Stellvertreter des Landrats im Landkreis Wunsiedel im Fichtelgebirge. Vom 6. Oktober 2003 bis zum 30. April 2008 war er Mitglied des Landtags. Für ihn rückte Heinz Hausmann in den Landtag nach.
Am 2. März 2008 wurde Karl Döhler zum Landrat im Landkreis Wunsiedel im Fichtelgebirge gewählt; er trat das Amt am 1. Mai 2008 an. Damit stellte die CSU zum ersten Mal seit ihrer Gründung nach dem Zweiten Weltkrieg den Landrat in Wunsiedel. Bei der Wahl unterlegen war die Bundestagsabgeordnete Petra Ernstberger von der SPD. Bei den Kommunalwahlen in Bayern 2014 wurde er mit 59 Prozent als Landrat wiedergewählt. Der SPD-Kandidat Jörg Nürnberger kam auf 41 Prozent. Zur Wahl 2020 trat er aus Altersgründen nicht mehr an, weshalb seine Amtszeit am 30. April 2020 endete.